# Desiderata

Desiderata (du latin desiderata, « choses désirées », pluriel de desideratum) est un poème en anglais consacré à la recherche du bonheur dans la vie. Ses droits d'auteur appartiennent à Max Ehrmann qui l'a rédigé en 1927. Il a été publié à titre posthume par l'épouse d'Ehrmann en 1948, dans un recueil intitulé The Poems of Max Ehrmann.
Au cours des années 1960, il fut largement diffusé sans être attribué à Ehrmann, avec parfois l'affirmation qu'il avait été trouvé dans l'Église de Saint-Paul de Baltimore, Maryland et écrit en 1692 (l'année de la fondation de l'église). Les héritiers d'Ehrmann ont cependant continué à le faire figurer parmi ses œuvres.
Desiderata, dont de nombreuses traductions circulent depuis 1960, a été retraduit en français par Hubert Claes[Qui ?] en septembre 1996 sous le titre Injonctions pour une vie sereine.

## Histoire
L'auteur est Max Ehrmann, un poète et avocat de Terre Haute, Indiana, qui a vécu de 1872 à 1945. Il a été rapporté que Desiderata a été inspiré par le désir qu'Ehrmann décrit dans son journal : « I should like, if I could, to leave a humble gift -- a bit of chaste prose that had caught up some noble moods. » (« J'aimerais, si je pouvais, laisser un humble cadeau — un peu de prose chaste qui pourrait atteindre quelques humeurs nobles. »)
En 1959, le Révérend Frederick Kates, recteur de l'Église de Saint-Paul à Baltimore, a utilisé le poème dans une collection de matériel de piété qu'il a compilé pour sa congrégation. Au début de l'ouvrage se trouvait l'annotation : « l'église de Vieux Saint Paul, A.D de Baltimore. 1692. »
Plus le livre passait de main en main, plus sa paternité devenait obscure. Les copies avec la notation : « de l'Église du Vieux Saint Paul » ont été imprimées et largement distribuées dans les années qui ont suivi.
Il est compréhensible dans ce cas qu'un éditeur puisse interpréter l'annotation .comme signifiant que le poème ait été trouvé dans cette église, dont la fondation remonte à l'établissement des premiers colons au XVIIIe siècle. Par analogie, il en fut déduit que le poème avait dù être écrit en 1692. Cela a sans doute ajouté du charme et contribué à l'attrait du poème, en dépit du fait que la langue employée suggère une origine plus moderne.
Le poème devint une prose populaire dans les différents mouvements spirituels des années 1960 et 1970. 
Quand Adlai Stevenson mourut en 1965, un invité dans sa maison trouva une copie de Desiderata près de son lit et découvrit que Stevenson avait projeté de l'utiliser pour ses cartes de noël. La publicité qui a suivi contribua à étendre la célébrité de ce poème, aussi bien que son rapport erroné avec l'Église du Vieux Saint Paul.
Une cour de justice a annulé les droits et a mis le recueil dans le domaine public, mais d'autres cours ont estimé que les droits d'auteurs appartiennent aux héritiers d'Ehrmann.
Il était devenu si bien ancré dans la culture collective des États-Unis jusqu'à ce que son origine ne soit rétablie, que cela lui vaut une mention dans le dictionnaire américain des « légendes urbaines » ou légendes contemporaines.

## Texte entier
Reste calme au milieu du bruit et de l’impatience

et souviens-toi de la paix qui découle du silence.

Autant que tu le peux, mais sans te renier,

sois en bons termes avec tout le monde.

Dis ce que tu penses, clairement, simplement ;

et écoute les autres, 

même les sots et les ignorants ;

eux aussi ont quelque chose à dire.

Évite les gens grossiers et violents ;

ils ne sont que tourments pour l’esprit.

Si tu te compares aux autres,

tu risques de devenir vaniteux ou amer,

il y aura toujours quelqu’un de plus grand ou de plus petit que toi.

Sois fier de ce que tu as fait et de ce que tu veux faire.

Aime ton métier, même s’il est humble ;

c’est un bien précieux en notre époque trouble.

Sois prudent dans tes affaires,

car on pourrait te jouer de vilains tours.

Mais que ceci ne te rende pas aveugle à ce qu’il y a de beau ;

bien des gens luttent pour un idéal et,

partout sur la Terre, on fait preuve de courage.

Sois toi-même, surtout dans tes affections.

Fuis par-dessus tout le cynisme en amour,

car il persiste même après avoir desséché ton cœur et désenchanté ton âme.

Permets-toi de t’enrichir de l’expérience des ans,

te défaisant progressivement de tes puérilités.

Affermis-toi pour faire face aux malheurs de la vie.

Mais ne te détruis pas par une imagination maladive ;

bien des peurs prennent naissance dans la fatigue et la solitude.

Malgré la saine discipline qui s’impose,

sois bon envers toi-même.

Tu es un enfant de l’univers,

tout comme les arbres et les étoiles:

tu as le droit d’être ici.

Et même si cela n’est pas clair en toi,

sois assuré que tout se passe dans l’univers selon ses règles propres.

Par conséquent, sois en paix avec ton Dieu,

quelle que soit en toi son image.

Et par-delà tes peines et tes aspirations,

au milieu de la confusion de la vie,

sois en paix avec ton âme.

Dis-toi qu’en dépit de ses faussetés, de ses ingratitudes, de ses rêves brisés,

le monde est tout de même merveilleux.

Répands la bonne humeur. Et tâche d’être heureux.
E . M
Autres traductions circulant sur Internet :
Allez tranquillement parmi le vacarme et la hâte,

et souvenez-vous de la paix qui peut exister dans le silence.

Sans aliénation, vivez autant que possible en bons termes avec toutes personnes

Dites doucement et clairement votre vérité,

écoutez les autres,

même le simple d'esprit et l'ignorant ;

ils ont eux aussi leur histoire.

Évitez les individus bruyants et agressifs,

ils sont une vexation pour l'esprit.

Ne vous comparez avec personne

vous risqueriez de devenir vain ou vaniteux.

Il y a toujours plus grand ou plus petit que vous.

Jouissez de vos projets aussi bien que de vos accomplissements.

Soyez toujours intéressé à votre carrière, si modeste soit-elle,

c'est une véritable possession dans les prospérités changeantes du temps.

Soyez prudent dans vos affaires,

car le monde est plein de fourberies.

Mais ne soyez pas aveugle en ce qui concerne la vertu qui existe ;

plusieurs individus recherchent les grands idéaux ;

et partout la vie est remplie d'héroïsme.

Soyez vous-mêmes. Surtout n'affectez pas l'amitié.

Non plus ne soyez cynique en amour,

car il est en face de toute stérilité et de tout désenchantement,

aussi éternel que l'herbe.

Prenez avec bonté le conseil des années,

en renonçant avec grâce à votre jeunesse.

Fortifiez une puissance d'esprit pour vous protéger en cas de malheur soudain.

Ne vous chagrinez pas avec vos chimères,

de nombreuses peurs naissent de la fatigue et de la solitude.

Au delà d'une discipline saine,

soyez doux avec vous-même.

Vous êtes un enfant de l'univers,

pas moins que les arbres et les étoiles :

vous avez le droit d'être ici.

Et qu'il nous soit clair ou non,

l'univers se déroule sans doute comme il le devrait.

Soyez en paix avec Dieu,

quelle que soit votre conception de lui,

et quels que soient vos travaux et vos rêves,

gardez dans le désarroi bruyant de la vie,

la paix dans votre âme.

Avec toutes ses perfidies, ses besognes fastidieuses et ses rêves brisés,

le monde est pourtant beau.

Prenez garde.Tâchez d'être heureux.
E. M.
Va paisiblement ton chemin à travers le bruit et la hâte et souviens-toi que le silence est paix.
Autant que faire se peut et sans courber la tête, sois ami avec tes semblables;
Exprime ta vérité calmement et clairement; écoute les autres même les plus ennuyeux ou les plus ignorants. Eux aussi ont quelque chose à dire.
Fuis l’homme à la voix haute et autoritaire; il pèche contre l’esprit.
Ne te compare pas aux autres par crainte de devenir vain ou amer car toujours tu trouveras meilleur ou pire que toi.
Jouis de tes succès mais aussi de tes plans.
Aime ton travail aussi humble soit-il car c’est un bien réel dans un monde incertain.
Sois sage en affaires car le monde est trompeur. Mais n’ignore pas non plus que vertu il y a, que beaucoup d’hommes poursuivent un idéal et que l’héroïsme n’est pas chose si rare.
Sois toi-même et surtout ne feins pas l’amitié: n’aborde pas non plus l’amour avec cynisme car malgré les vicissitudes et les désenchantements il est aussi vivace que l’herbe que tu foules.
Incline-toi devant l’inévitable passage des ans laissant sans regret la jeunesse et ses plaisirs.
Sache que pour être fort tu dois te préparer mais ne succombe pas aux craintes chimériques qu’engendrent souvent fatigue et solitude.
En deçà d’une sage discipline, sois bon avec toi-même. Tu es bien fils de l’univers, tout comme les arbres et les étoiles. Tu y as ta place.
Quoique tu en penses, il est clair que l’univers continue sa marche comme il se doit.
Sois donc en paix avec  Dieu, quel qu’il puisse être pour toi; et quelle que soit ta tâche et tes aspirations dans le bruit et la confusion, garde ton âme en paix.
Malgré les vilenies, les labeurs, les rêves déçus la vie a encore sa beauté. Sois prudent. Essaie d’être heureux.
E. M.

## Texte anglais
- (en) « Desiderata », sur wikisource.org (consulté le 25 décembre 2023)